# Loxosceles aphrasta
Loxosceles aphrasta là một loài nhện trong họ Sicariidae.
Loài này thuộc chi Loxosceles. Loxosceles aphrasta được miêu tả năm 1994 bởi Wang.